# Herbert Plumer
Pour les articles homonymes, voir Plumer.
Herbert Onslow Plumer (13 mars 1857, Torquay – 16 juillet 1932), 1er vicomte Plumer, est un Field marshal britannique de la Première Guerre mondiale.

## Carrière militaire
Après des études au collège d'Eton et à Sandhurst, il est incorporé au York et Lancaster Regiment en 1876. De 1879 à 1886, il est adjudant d'un bataillon et participe en 1884 à l'expédition au Soudan dirigée par Sir Gerald Graham. Il est présent aux batailles d'El Teb et de Tamai. Entre 1885 et 1887, il fait partie du Collège de Camberley avant d'être nommé vice-adjudant adjoint à Jersey de 1890 à 1893.

Il est nommé major en février 1893. En 1896, Plumer est envoyé en Afrique australe où il commande un corps de fusiliers à cheval, lors de la seconde guerre ndébélé. Il est cité à l'ordre de l'armée et est promu lieutenant-colonel. Il écrit un livre sur son expérience de guerre intitulée Avec un corps irrégulier dans le Matabeleland.
Après un séjour en Afrique du Sud, il est nommé commandant de la 4e brigade en 1902, puis commandant de la 10e division du 4e corps.

## Première Guerre mondiale

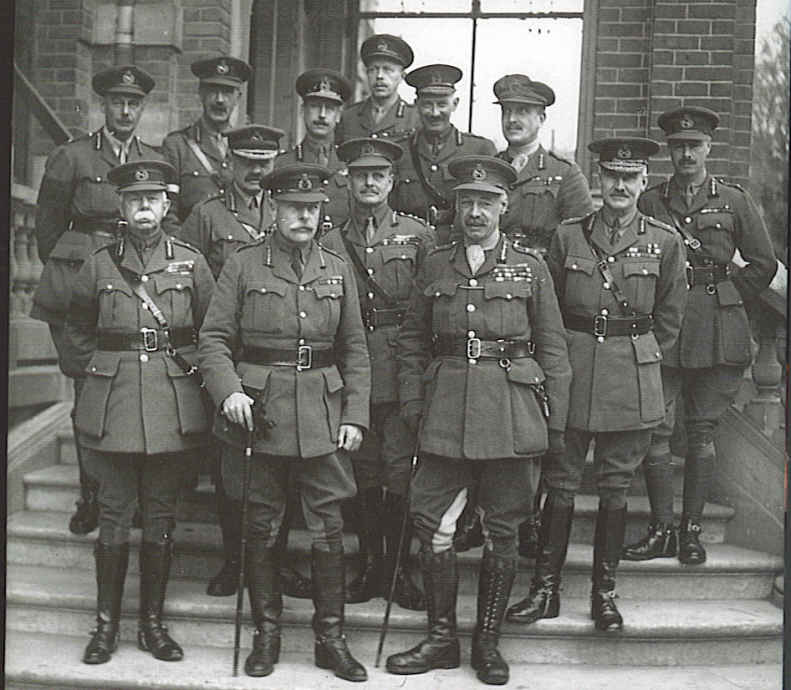
Première rangée, de gauche à droite : Plumer, Haig, Rawlinson. Deuxième rangée, de gauche à droite : Julian Byng, Birdwood, Horne. Troisième rangée, de gauche à droite : Lawrence, Kavanagh, White, Percy, Vaughan, Montgomery, Anderson.

Après la mort inattendue de James Grierson à son arrivée en France en 1914, Plumer est retenu pour le commandement de l'un des deux corps d'armée britanniques, l'autre commandant étant Douglas Haig. Ce poste est finalement attribué à Horace Smith-Dorrien. Au cours de l'année 1915, il commande le 5e corps d'armée, puis la 2e armée britannique. Il commande cette armée lors de la victoire britannique à Messines en 1917 qui commence par l'explosion simultanée de 19 mines. Plumer est considéré comme l'un des meilleurs commandants britanniques en France durant la Première Guerre mondiale. Il a pour origine l'infanterie par opposition à la plupart des autres généraux qui proviennent de la cavalerie. Il réfute l'importance de la cavalerie pour faire une brèche dans la défense ennemie et, en tant qu'officier d'infanterie, il est davantage sensibilisé aux réalités du terrain, de la météo et du moral. Fin stratège, il conteste souvent les objectifs de ses supérieurs et à l'instar de la bataille de Passchendaele, les faits lui donnent raison.
Plumer est populaire auprès de ses hommes qui le surnomment « Old Plum » et « Daddy Plumer ». En 1917, Plumer est envoyé en Italie pour commander les troupes britanniques après la défaite de Caporetto. À son retour au Royaume-Uni, Lloyd George lui propose le poste de chef de l'état-major impérial en remplacement de William Robertson qu'il refuse. Plumer commande ensuite la 2e armée britannique pendant les derniers mois de la guerre, des offensives allemandes de printemps jusqu'aux combats des cent jours.
Il participe à la bataille de la Lys, le 26 avril, il doit reprendre le Mont Kemmel avec la 25e division d'infanterie la contre offensive est contrée par la 56e division d'infanterie. 
Le maréchal Plumer ne laisse pas de documents écrits privés, ni d'enregistrements sur son rôle et ses actions durant la guerre, rendant ainsi plus difficile l'analyse historique de ses faits et gestes.

## Après-guerre
Plumer devient commandant de l'armée britannique du Rhin en 1918, puis gouverneur de Malte en 1919. Il est nommé Field marshal en septembre 1919 et, en octobre de la même année, il est élevé baron Plumer de Messines et de Bilton.
En 1925, il devient haut-commissaire du mandat britannique en Palestine. Il résiste aux pressions arabes pour annuler les engagements britanniques pris dans la déclaration Balfour. La Palestine est particulièrement calme durant les trois années de son mandat. En 1928, il est remplacé par Sir John Chancellor. En juin 1929, lors de l'anniversaire du Roi, Plumer est élevé vicomte de Plumer pour sa carrière. Il meurt en 1932, et son corps est incinéré. Ses cendres sont enterrées dans l'abbaye de Westminster à côté de celle d'Edmund Allenby, 1er vicomte Allenby.

## Distinctions
- Chevalier grand-croix de l'Ordre du Bain
- Chevalier grand-croix de l'Ordre de Saint-Michel et Saint-Georges
- Chevalier grand-croix de l'Ordre royal de Victoria
- Chevalier grand-croix de l'Ordre de l'Empire britannique